# Faviidae
Faviidae Milne Edwards & Haime, 1857 è una famiglia di madrepore della sottoclasse degli Esacoralli.

## Descrizione
La famiglia comprende coralli coloniali ermatipici, le cui aggregazioni assumono un'ampia varietà di forme, massicce, a coppa o foliacee.

## Distribuzione e habitat
La famiglia è ampiamente diffusa nelle barriere coralline di entrambe le sponde dell'oceano Atlantico.

## Tassonomia
In passato la famiglia comprendeva un gran numero di generi che recenti revisioni tassonomiche hanno spostato in altre famiglie, in particolare nelle famiglie Merulinidae, Lobophylliidae e Montastraeidae.
Alla luce delle attuali conoscenze (World Register of Marine Species 2020) la famiglia comprende 10 generi, suddivisi in due sottofamiglie:
- Sottofamiglia Faviinae Milne Edwards & Haime, 1857
  - Colpophyllia Milne Edwards & Haime, 1848
  - Diploria Milne Edwards & Haime, 1848
  - Favia De Blainville, 1820
  - Manicina Ehrenberg, 1834
  - Mussismilia Ortmann, 1890
  - Pseudodiploria Fukami, Budd & Knowlton, 2012

- Sottofamiglia Mussinae Ortmann, 1890
  - Isophyllia Milne Edwards & Haime, 1851
  - Mussa Oken, 1815
  - Mycetophyllia Milne Edwards & Haime, 1848
  - Scolymia Haime, 1852

### Alcune specie

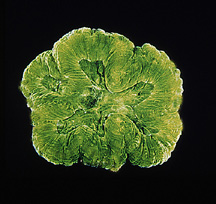
Isophyllia sinuosa
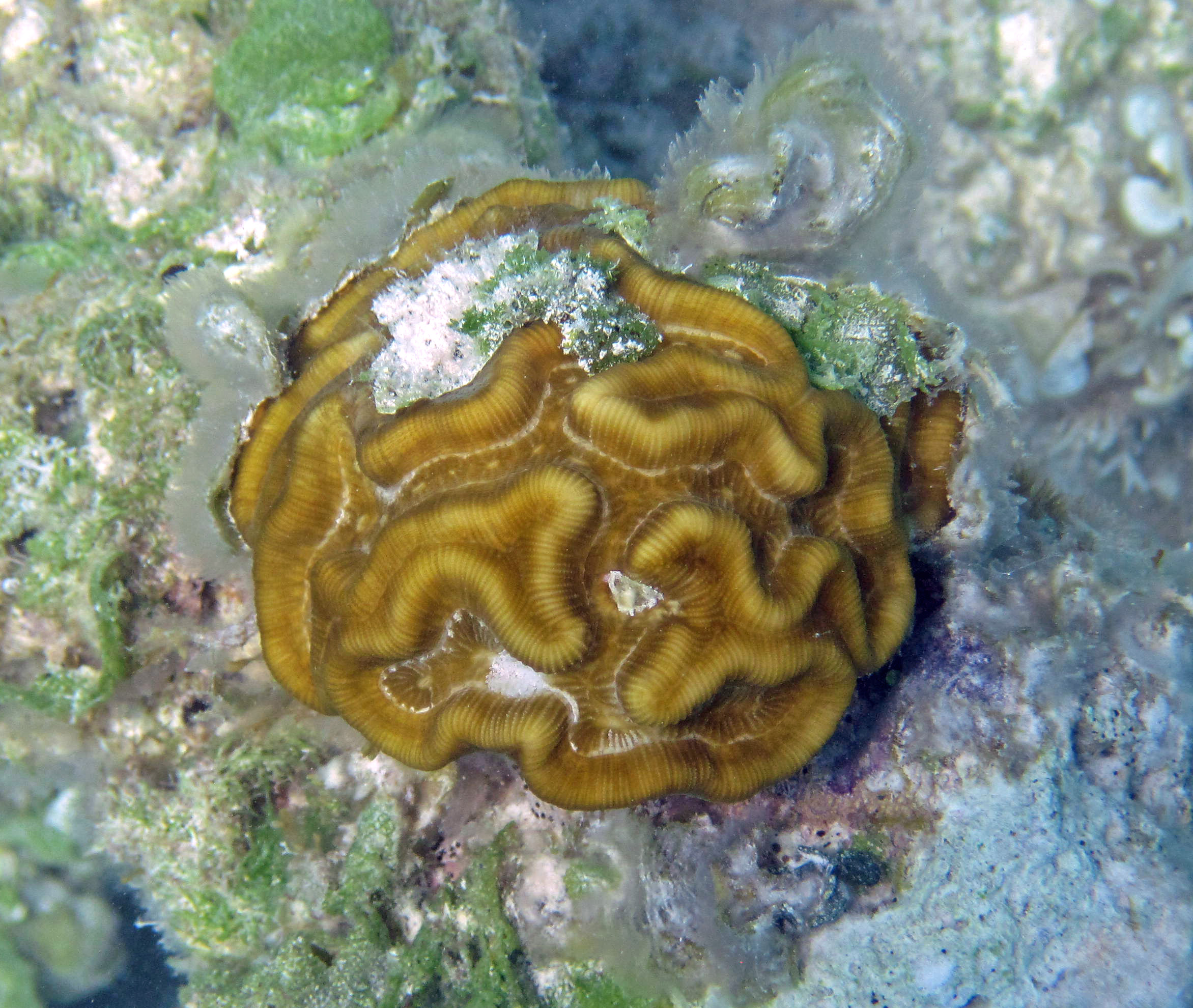
Manicina areolata
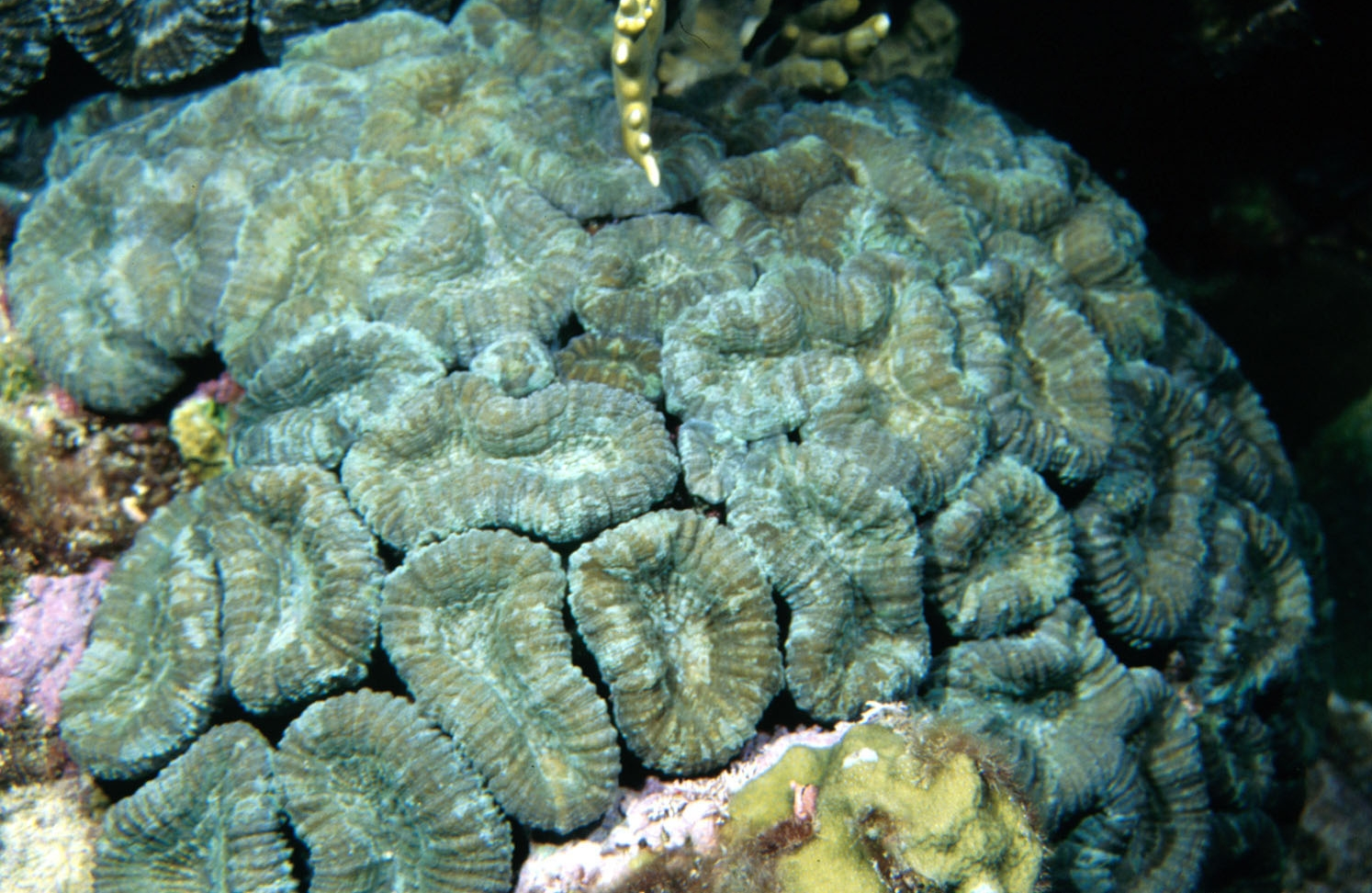
Mussa angulosa
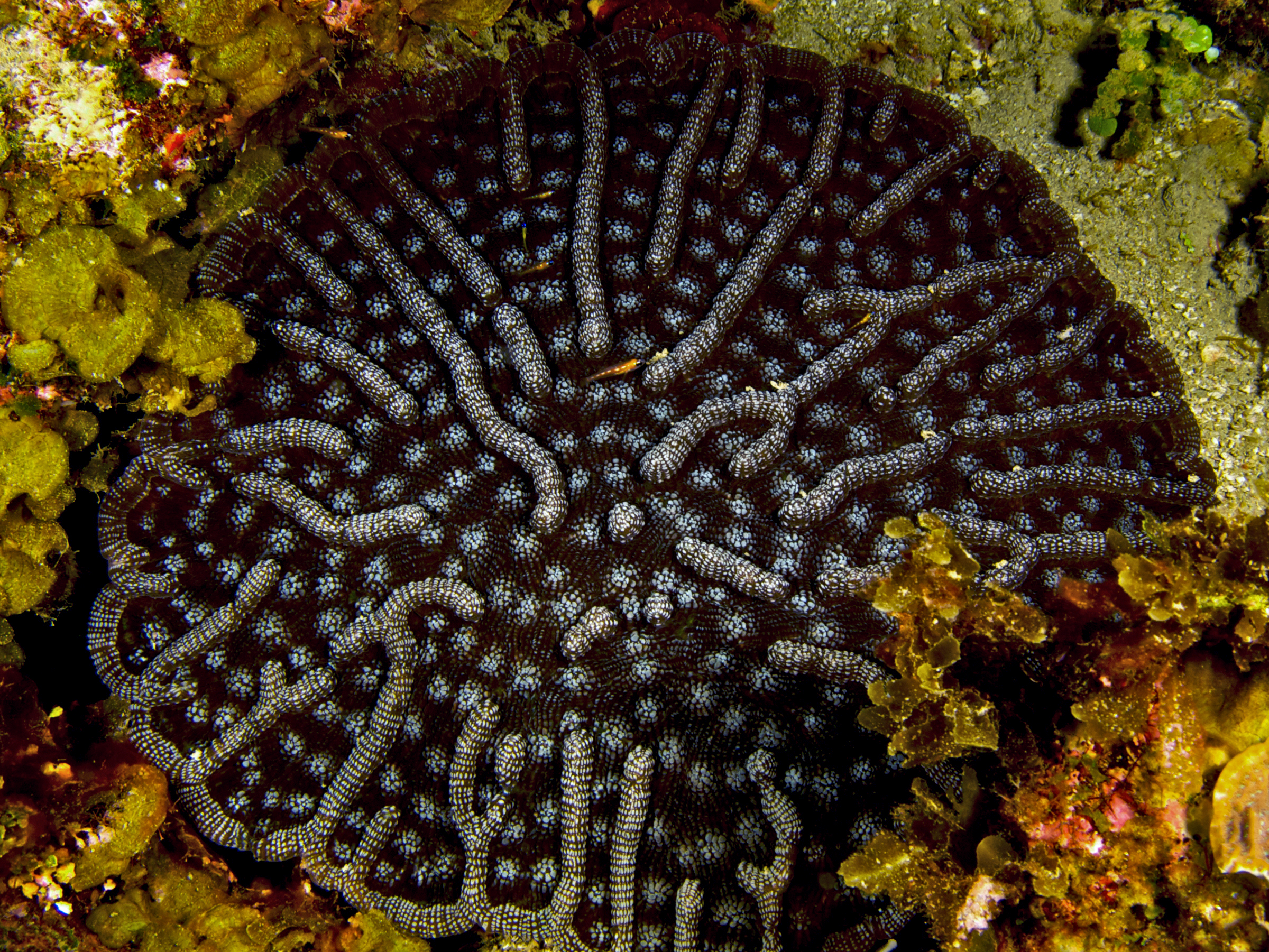
Mycetophyllia aliciae
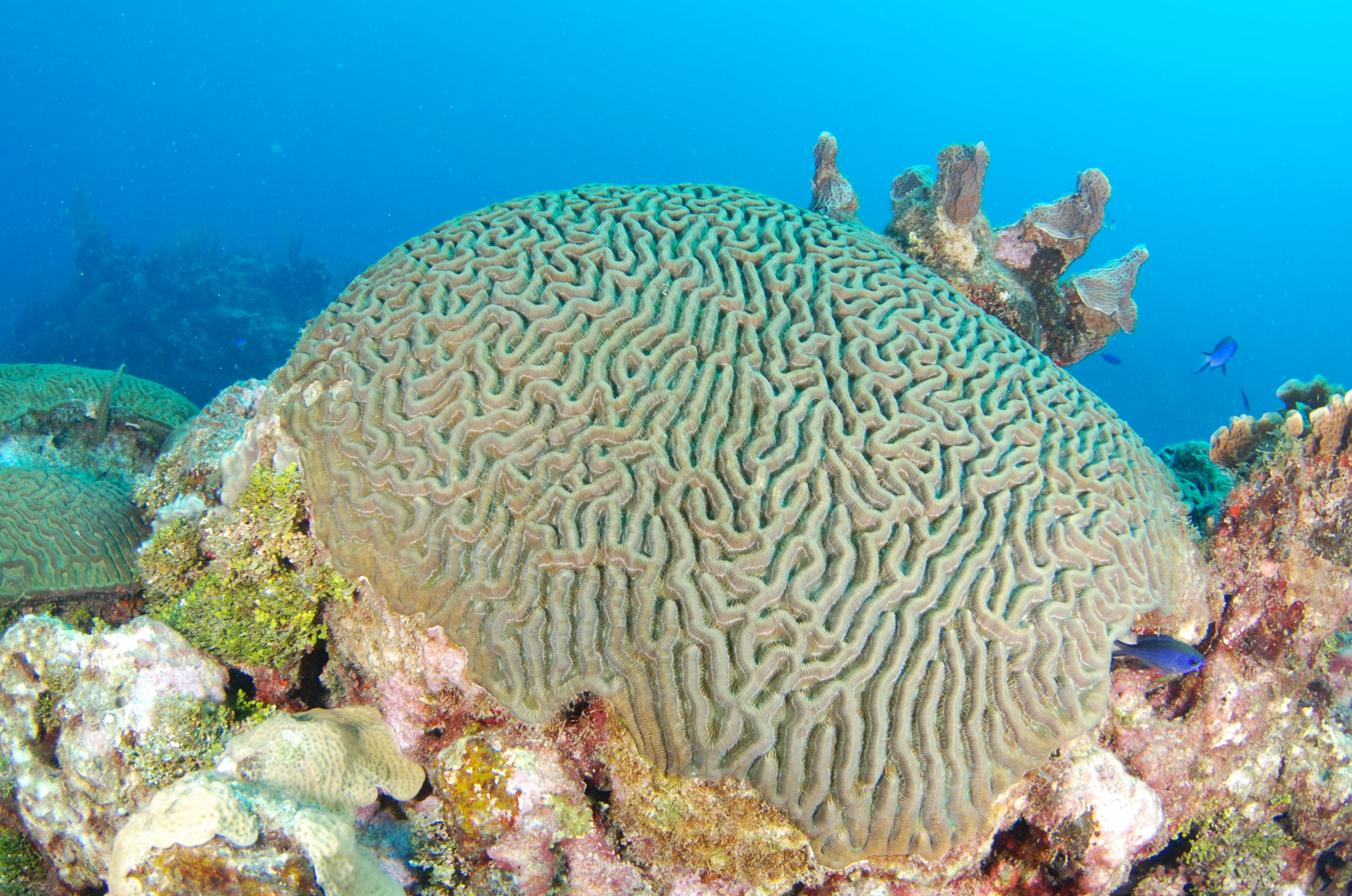
Pseudodiploria strigosa
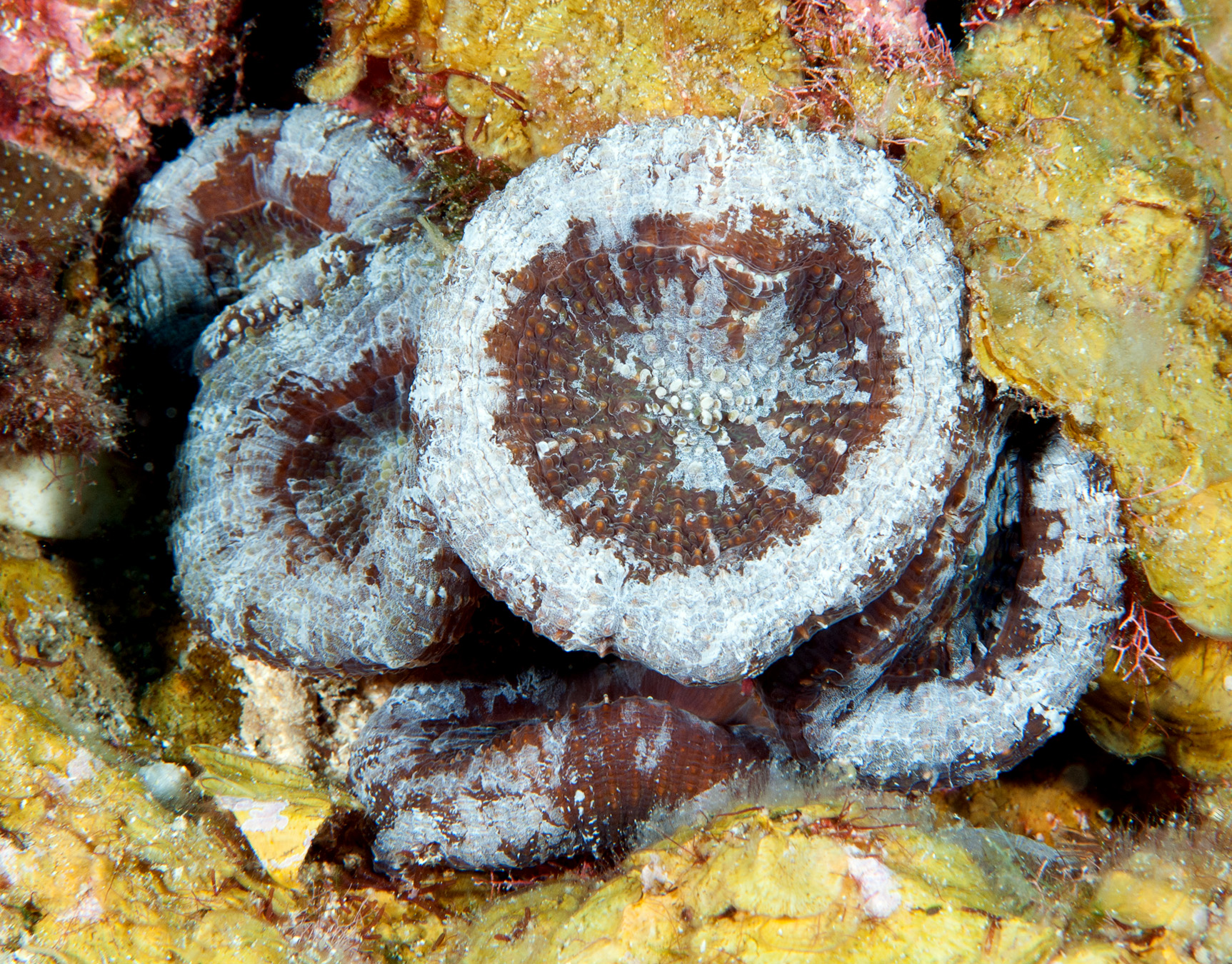
Scolymia cubensis